# Шалан
Шалан (на френски: Challant) е благородническо семейство от Вале д'Аоста, което се появява през XII век и се радва на голяма власт през Средновековието и Ренесанса – период, през който управлява голяма част от Вале д'Аоста от името на Савойската династия.

## История
Според това, което се съобщава в архивите на Торино, родът Шалан се появява за първи път през XI век в Аоста, където получава от Хумберт Белоръки – основател на Савойската династия, управлението на Графство Аоста от нейно име, като по този начин е удостоено и с титлата „виконт на Аоста“. Името „Шалан“ обаче е използвано за първи път от Бозон II, внук на Бозон I, след като той получава замъка „Вила“ и Сеньория Шалан от Савоя.
Обикновено за родоначалник на рода се счита Бозон I, споменат в документ от 1100 г. като виконт на Аоста – титла, запазена за администратора на Графство Аоста от името на Савойската династия.
През цялата история членовете на сем. Шалан дават началото на няколко кадетски клона (Шалан-Еймавил, Шалан-Шатийон, Шалан-Кли, Шалан-Усел и Сен Марсел, Шалан-Фенис, Шалан-Варе във Франция) и заемат във Вале д'Аоста различни важни позиции, както светски, така и духовни. През вековете родът получава потвърждения на властта си под владенията на Томас I и Амадей IV Савойски, достигайки върха на властта около последните години на XIII век.
Ебал I дьо Шалан, оставайки верен на Савоя, официално се отказва от управлението на виконтството на Аоста и то се връща на Савоя в замяна на земите на Монжове, които Шалан след това получават като владение и които предават на своето семейство през вековете.
Родът изчезва през 1804 г. със смъртта на Филип Маврикий (роден през 1724 г.), последният мъжки потомък на Дом Шалан. Всъщност през 1802 г. Юлий Хиацинт, правнук на Филип Маврикий, умира само на 7 г. и е погребан в параклиса на древната църква в Шатийон. През 1837 г. Тереза, последната жена от семейството, умира, и с нея династията Шалан официално приключва.
Мотото на Шалан, както се съобщава в замъка в Исон, е Tout est monde et le monde n'est rien, т.е. „Всичко е светът и светът е нищо“, което означава ефимерното значение на живота. Опростената версия е Tout est et n'est rien.

## Виконти на Аоста
Членове на семейството с титлата „Виконти на Аоста“:
- Бозон I: считан за родоначалник на семейството, споменат в документ от 1100 г.
- Аймон I: син на предходния
- Бозон II (?-1181), син на Аймон I, е първият, който използва името „Шалан“, след като е инвестиран със Сеньория Шалан
- Бозон III (?-1239), син на Бозон II, съвиконт на Аоста с
  - Аймон II, съвиконт на Аоста, кюре на ,Свети Лаврентий“ в Шамбав (преди 1204)
- Готофред I, син на Бозон III, става съвиконт на Аоста след смъртта на баща си заедно с братята си. В документ от 1242 г. феодът Фенис също се споменава сред активите му. Той е инвестиран от абата на „Сен Морис д'Агон“ с феода Грен, който включва Аяс, Брюсон, част от Гресоне и замъка Грен с
  - Аймон III, син на Бозон III, с
  - Бозон IV, брат на предходния, получава феода Кли от Савоя, давайки живот на клона Шалан-Кли
- Аймон III, който наследява като единствен виконт своя брат Готофред I след неговата смърт и смъртта на Бозон IV
- Ебал I (Ебал Велики) (?-1323): син на Готофред I, получава чрез брак феодите Монжове, Шенал и Сен Венсан. Той се отказва от виконтството на Аоста, което по този начин се връща на Савоя, в замяна на останалите земи от феод Монжове.
  - Готофред II (?-1305), наследствен виконт, син на предишния, който се отказва с баща си от правата върху вицеграфството на Аоста

## Господари на Кли
Членове на семейството с титлата „Господари на Кли“:
- Бозон IV дьо Шалан: син на Бозон III, виконт на Аоста и господар на Кли и Шатийон
- Готофред дьо Шалан Кли: син на Бозон IV, наследява феода Шатийон от баща си, давайки началото на кадетския клон на господарите на Шатийон
- Бонифаций дьо Шалан Кли: брат на предходния, наследява владението Кли от баща си, което включва Шамбав, Диемоз, Верей, Сен Дени, Торньон и Валтурнанш.
- Пиер дьо Шалан Кли: син на предходния, наследява го през 1337 г. Той е холеричен и властен човек, който тиранизира поданиците си и се противопоставя на Зеления граф (Амадей VI Савойски), който в крайна сметка го лишава от титлата му и конфискува активите му.

## Господари на Усел
Членове на семейството с титлата „Господари на Усел“:
- Ебал II дьо Шалан: внук на Ебал Велики и син на най-големия му син Готофред, той разделя феодите Усел, Фенис и Сен Марсел с брат си Аймон, получавайки Усел и Сен Марсел. Строи замъка Усел
- Пиер, Гийом, Жан и Жак дьо Шалан: синове на Ебал II, поделят феода помежду си след смъртта на баща им около 1359 г.
- Франсоа дьо Шалан: син на Пиер, който е признат за виновен в убийството на брат си Никола (чиито двама сина са починали млади по време на пътуване до Неапол) и е лишен от феода през 1470 г. Той е последният господар на Усел от Дом Шалан.

## Господари на Фенис
Членове на семейството с титлата „Господари на Фенис“:
- Аймон дьо Шалан (ок. 1305 – ок. 1387): внук на Ебал Велики, син на най-големия му син Готофред, споделя с брат си Ебал феодите Усел, Фенис и Сен Марсел, като получава Фенис за себе си, чийто замък разширява и реновира. Той получава феода Еймавил от Савоя през 1357 г. Един негов син Гийом, е епископ на Лозана, а друг – Антоан е кардинал.
- Бонифаций I дьо Шалан (?-1426): син на предходния, продължава строителните кампании в замъка Фенис, като построява голямото стълбище в двора, параклиса и поръчва повечето от стенописите на замъка от Джакомо Якуерио. В младостта с участва в различни военни пкампании за графовете на Савоя. Той получава феодите Варей, Усон, Ретуртур и Монбретон като зестра от съпругата си Франческа ди Русийон, която преминава като наследство на сина му Амадей
- Бонифаций II дьо Шалан: син на предходния, получил феодите Фенис и Монбретон от баща си
- Луи, Амадей (синове на Бонифаций) и Хумберт (внук на Бонифаций) дьо Шалан: те получават феодите Фенис и Монбретон от Бонифаций през 1466 г., преди неговата смърт. След смъртта на двамата си чичовци Хумберт също получава техните дялове от феодите, ставайки единствен господар.
- Шарл дьо Шалан: син на Хумберт, е инвестиран с титлата „барон на Фенис“, която преминава към неговите потомци
- Франсоа дьо Шалан: син на предходния, 2-ри барон на Фенис
- Жан Проспер дьо Шалан: син на предходния, 3-ти барон на Фенис
- Клод Леонар дьо Шалан: син на предходния, 4-ти барон на Фенис
- Антоан Гаспар Феликс дьо Шалан: син на предходния, 5-ти барон на Фенис, починал без мъжки наследници през 1705 г.
- Жорж Франсоа дьо Шалан: принадлежащ към кадетския клон Шалан-Шатийон, през 1716 г., за да изплати дълговете си, продава замъка и феода Фенис на сем. Салуцо ди Паезана, което го запазва до края на XVIII век когато са премахнати сеньорските права.

## Господари на Варе
Членове на семейството с титлата „Господари на Варе“ и други важни членове на клона са:
- Амадей дьо Шалан-Варе: син на Бонифаций I дьо Шалан-Фенис, той получава феодалните владения на Варе, Усон и Ретортур в Савоя, където се премества, давайки началото на този клон на фамилията Шалан. Той се жени за Ан дьо Ла Палу през 1429 г
- Бонифаций дьо Шалан-Варе (? - 1484): син на предходния, получил феода Варе от баща си
- Жорж дьо Шалан-Варе (1440 - 30 декември 1509): брат на предходния, има църковна кариера, заемайки престижни позиции във Франция и във Вале д'Аоста. Той е каноник на колегиалната църква „Свети Урс“ и допринася за изграждането на замъка в Исон
- Жак дьо Шалан-Варе: син на Амадей, получава феодите Усон и Ретортур от баща си и след смъртта на брат си Бонифаций през 1484 г. той също става господар на Варе.
- Пиер дьо Шалан-Варе (? - ок. 1536): син на предходния, господар на Вари, Усон и Ретортур
- Етиен Филибер дьо Шалан-Варе (? - 1560): син на предходния, господар на Варе, Усон и Ретортур. Умира бездетен през 1560 г. и след смъртта му клонът Шалан-Варе изчезва.

## Барони на Шатийон
Членове на семейството с титлата „барони на Шатийон“:
- Жорж дьо Шалан-Шатийон (? - 1595): син на Шарл, барон на Фенис, получава феода Шатийон като наследство от баща си
- Пол Еманюел дьо Шалан-Шатийон (? - 1641): син на предходния. Синът му Франсоа Жером става 11-ти граф на Шалан.

## Господари на Верес и Грен
Членове на семейството с титлата ,Господари на Верес и Грен“:
- Жан дьо Шалан: син на Ебал I, заедно с братята си Бонифаций и Джакомето откупува кастеланията на Вила Шалан във Вал д'Аяс, преди това продадена на Савоя, и е господар на Монжове, Сен Венсан и Грен
- Иблет дьо Шалан (?-1409): син на предходния, той е губернатор и генерален капитан на Пиемонт и заема различни други военни длъжности в служба на графовете на Савоя. Той получава владенията на Верес и Исон от Савоя, от които обновява двата замъка.
- Франсоа дьо Шалан: син на предходния, той е назначен за граф на Шалан от Савоя, ставайки първият граф на дома
- Катерина дьо Шалан: дъщеря на предходния, който почива без мъжки наследници, получава като наследство заедно със сестра си Маргарита феодите Шалан, Исон, Грен и Верес, които тя се опитва да защити от роднините от мъжки пол на семейството. В крайна сметка през 1456 г. трябва да отстъпи всички активи на своя братовчед Жак дьо Шалан-Еймавил.

## Господари на Еймавил и графове на Шалан
Членове на семейството с титлата „Господари на Еймавил и графове на Шалан“:
- Амадей дьо Шалан-Еймавил (?-1423): син на Аймон от Фенис, той получава феода Еймавил от баща си, докато брат му Бонифаций остава с феода Фенис
- Жак дьо Шалан-Еймавил (?-1459): син на предходния и господар на Еймавил, той се бори срещу братовчедка си Катерина дьо Шалан, за да получи феодите Шалан, Исон, Грен и Верес, оставени й от баща й Франсоа. Влиза във владение на феодите през 1456 г. и е направен 2-ри граф на Шалан.
- Луи дьо Шалан (1454-1487): син на предходния и 3-ти граф на Шалан
- Филибер дьо Шалан (?-1517): син на предходния и 4-ти граф на Шалан
- Рене дьо Шалан (1503-1565): син на предходния, 5-ти граф на Шалан
- Изабела дьо Шалан: дъщеря на предходния, който почива без мъжки наследници, се омъжва за Джовани Федерико Мадруцо, който по този начин става 6-и граф на Шалан
- Еманюел Рене Мадруцо-Шалан: син на предходната и Джовани Федерико Мадруцо, 7-ми граф на Шалан
- Шарл Еманюил Мадруцо-Шалан: син на предходния, 8-ми граф на Шалан
- Анри Ленонкур: произлиза от един от другите синове на Изабела и Джовани Федерико Мадруцо и 9-ти граф на Шалан
- Шарл Мари Жозеф Ленонкур: син на предходния и 10-ти граф на Шалан. След смъртта му титлата преминава към друг кадетски клон на рода Шалан
- Франсоа Жером дьо Шалан-Шатийон (?-1702): барон на Шатийон, потомък на Шарл – барон на Фенис и 11-ти граф на Шалан
- Жорж Франсоа дьо Шалан-Шатийон (?-1729): син на предходния и 12-ти граф на Шалан
- Шарл Франсоа Октавий дьо Шалан-Шатийон (1711-1770): син на предходния и 13-ти граф на Шалан
- Франсоа Морис Грегоар дьо Шалан-Шатийон (1749-1796): син на предходния и 14-ти граф на Шалан
- Юлий Хиацинт дьо Шалан-Шатийон (1795-1802): син на предходния, починал само на 7 г. през 1802 г. Той е последният граф на Шалан.

През 1837 г. Тереза, последната жена от семейството, умира и с нея се слага край на династията Шалан.